# Llavea cordifolia
Llavea cordifolia är en kantbräkenväxtart som beskrevs av Mariano Lagasca y Segura. Llavea cordifolia ingår i släktet Llavea och familjen Pteridaceae. Inga underarter finns listade.

## Bildgalleri

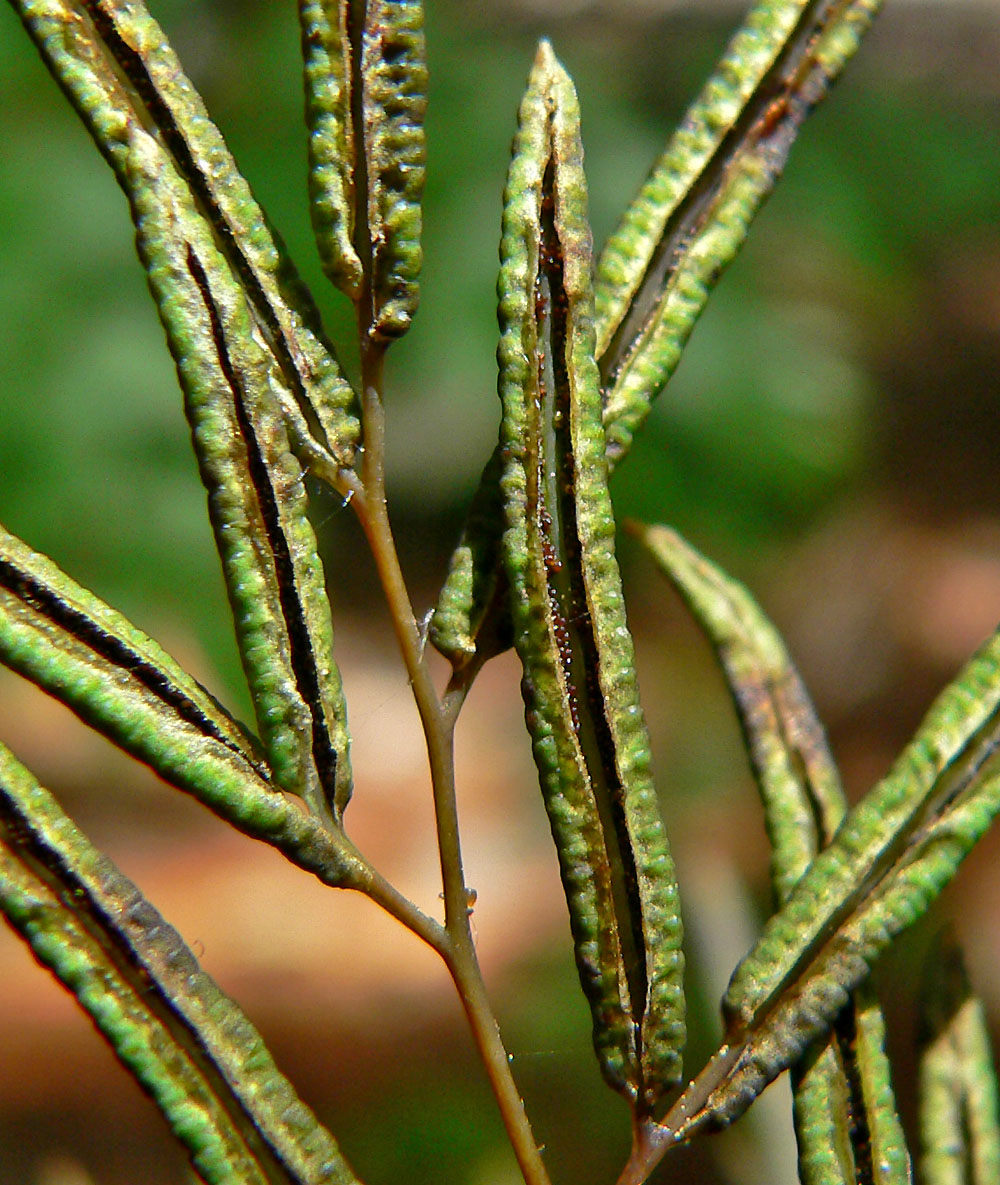